# Teatro Real
Il Teatro Real (letteralmente Teatro Regio), o semplicemente El Real (come è noto colloquialmente), è un teatro dell'opera che si trova a Madrid, in Spagna.

## Storia
Dopo trentadue anni di progettazione e costruzione, un regio decreto del 7 maggio 1850 deliberò l'immediato completamento del "Teatro de Oriente" e i lavori di costruzione furono terminati entro cinque mesi. Il teatro, situato proprio di fronte al Palazzo Reale, residenza ufficiale della regina che aveva ordinato la costruzione del teatro, Isabella II, fu finalmente inaugurato il 19 novembre 1850 con La favorita di Donizetti con Erminia Frezzolini e Marietta Alboni.

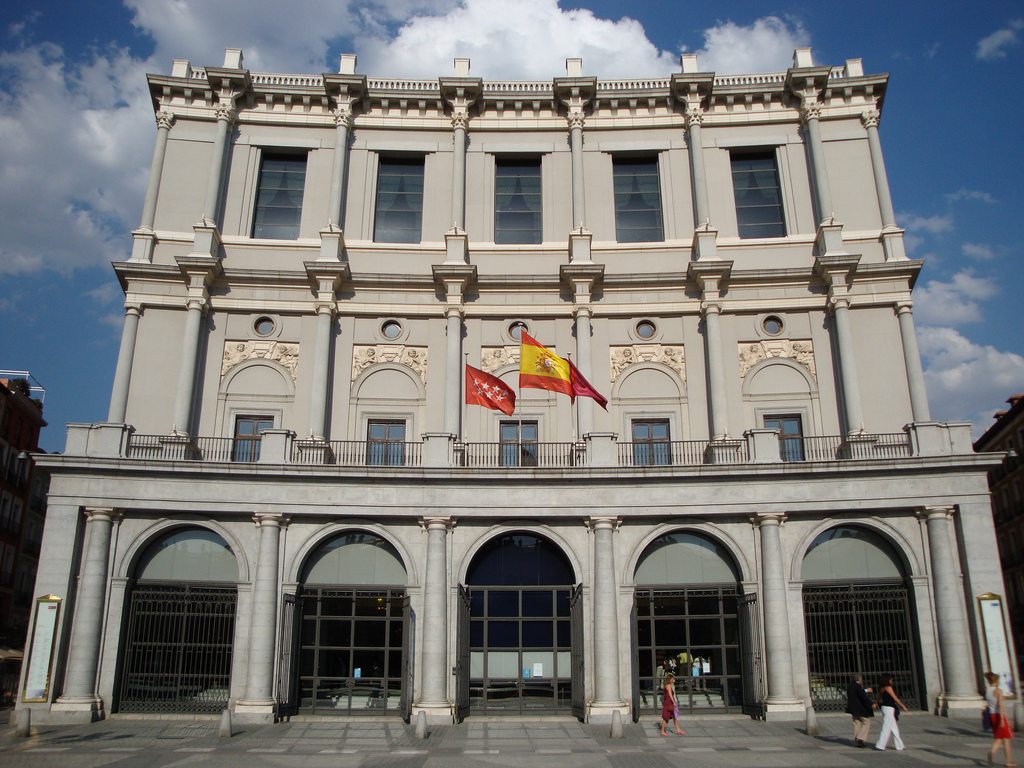
L'esterno (veduta frontale dal basso)

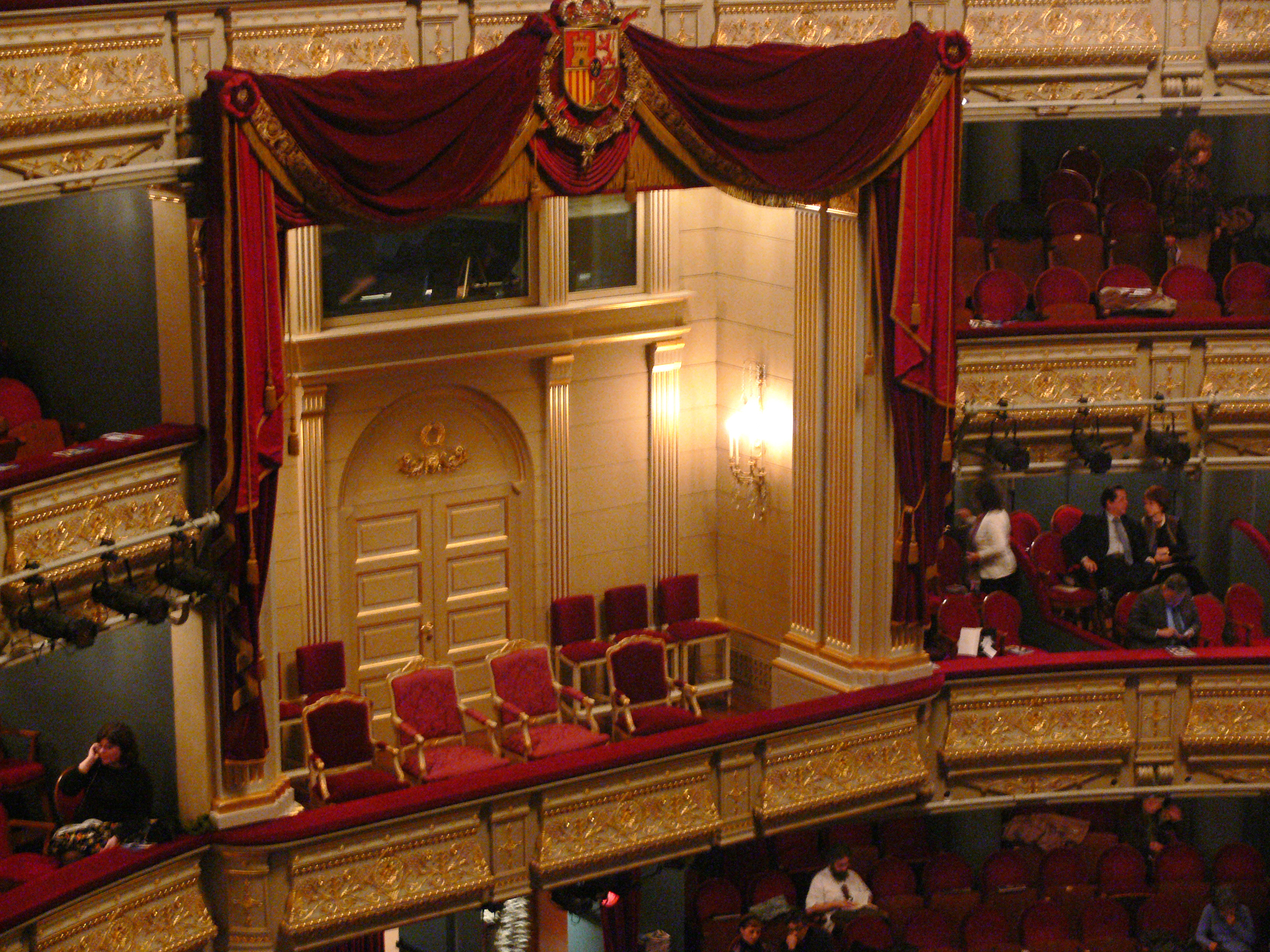
Il palco reale

Nel 1863 Giuseppe Verdi visitò il teatro per la prima spagnola del suo lavoro La forza del destino. Nel 1925, i Balletti russi di Sergej Djagilev furono eseguiti in teatro con la presenza di Nijinsky e Stravinsky.

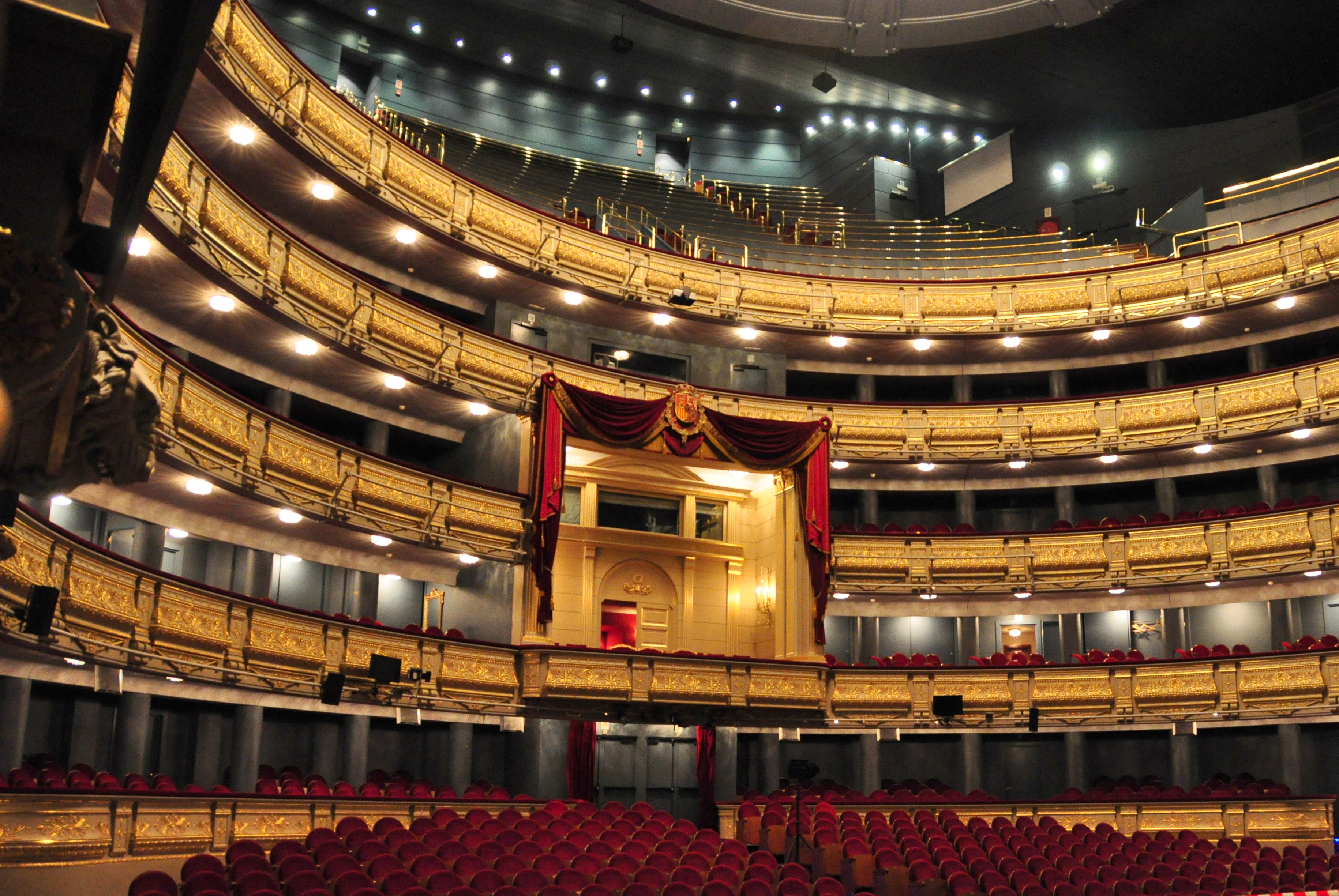
L'interno, con i quattro ordini di palchi e le quindici file superiori

Dal 1852 fu sede del Conservatorio Reale di Madrid fino al 1925, quando un regio decreto del 6 dicembre lo chiuse per i danni che la costruzione della Metropolitana di Madrid aveva causato all'edificio.

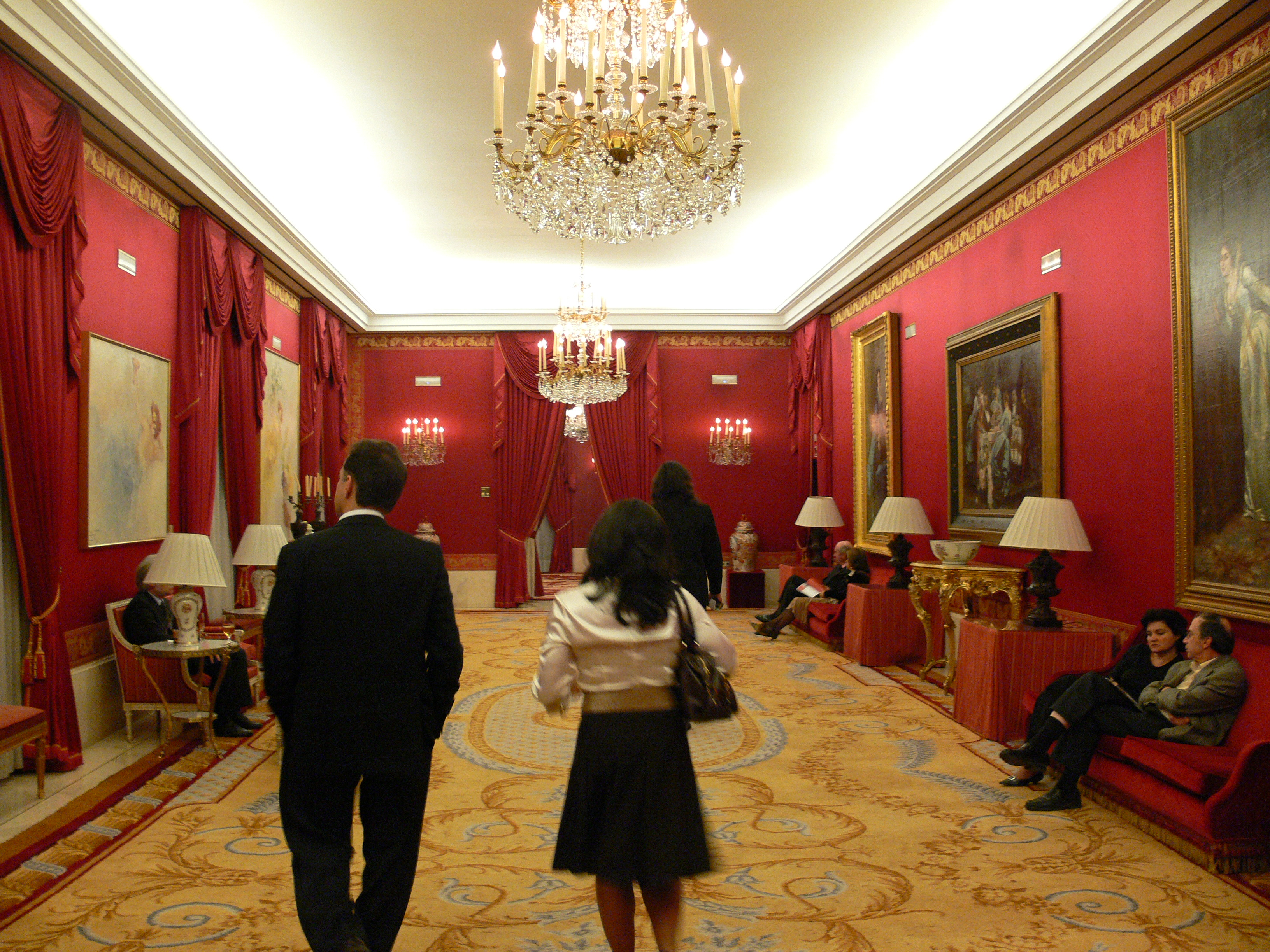
Il Salone Rosso

Il teatro fu riaperto nel 1966 come teatro di concerti e sala concerti principale della Nazionale spagnola RTVE Orchestra e dell'Orchestra Sinfonica. Nel 1969, il 14° Eurovision Song Contest si è tenuto presso il teatro, con una scultura in metallo sul palco creata dall'artista surrealista spagnolo Salvador Dalí.
Nel 1990, il Teatro è stato ristrutturato per ospitare la lirica e riaperto nel 1997. L'Auditorium mantiene la struttura originaria, in stile italiano, e ha recuperato l'arredamento d'epoca del 1880. Nonostante le piccole dimensioni della platea, la capacità totale raggiunge i 1958 posti grazie alle 15 file accolte nell'area denominata "paradiso", aggiunta al di sopra del quarto piano sfruttando la maggior altezza ottenuta con gli interventi novecenteschi e dalle quali si può godere di una vista frontale e completa del palcoscenico. È stato anche possibile aumentare leggermente il tempo di riverbero, portandolo a un valore ideale per un teatro d'opera di queste dimensioni.
Per il palcoscenico è stata progettata una complessa macchina scenica teatrale destinata a eseguire in verticale i movimenti di scena richiesti, vista la mancanza di spazio laterale prevista nel disegno della pianta del teatro. Lo spazio disponibile per le scenografie supera i 600 metri quadrati a livello del palco e va fino a 1.430 metri quadrati se si aggiungono le aree di montaggio a 16 metri sotto il palco e la platea. Il palco è composto da 9 piattaforme per lo spostamento dei set tra i due livelli. Il boccascena dispone di 18 metri in larghezza e 14 in altezza, mentre la torre scenica erge una graticciata con tutti i tiri (a motore, a controllo elettronico) a 37 metri sopra il pavimento del palco.

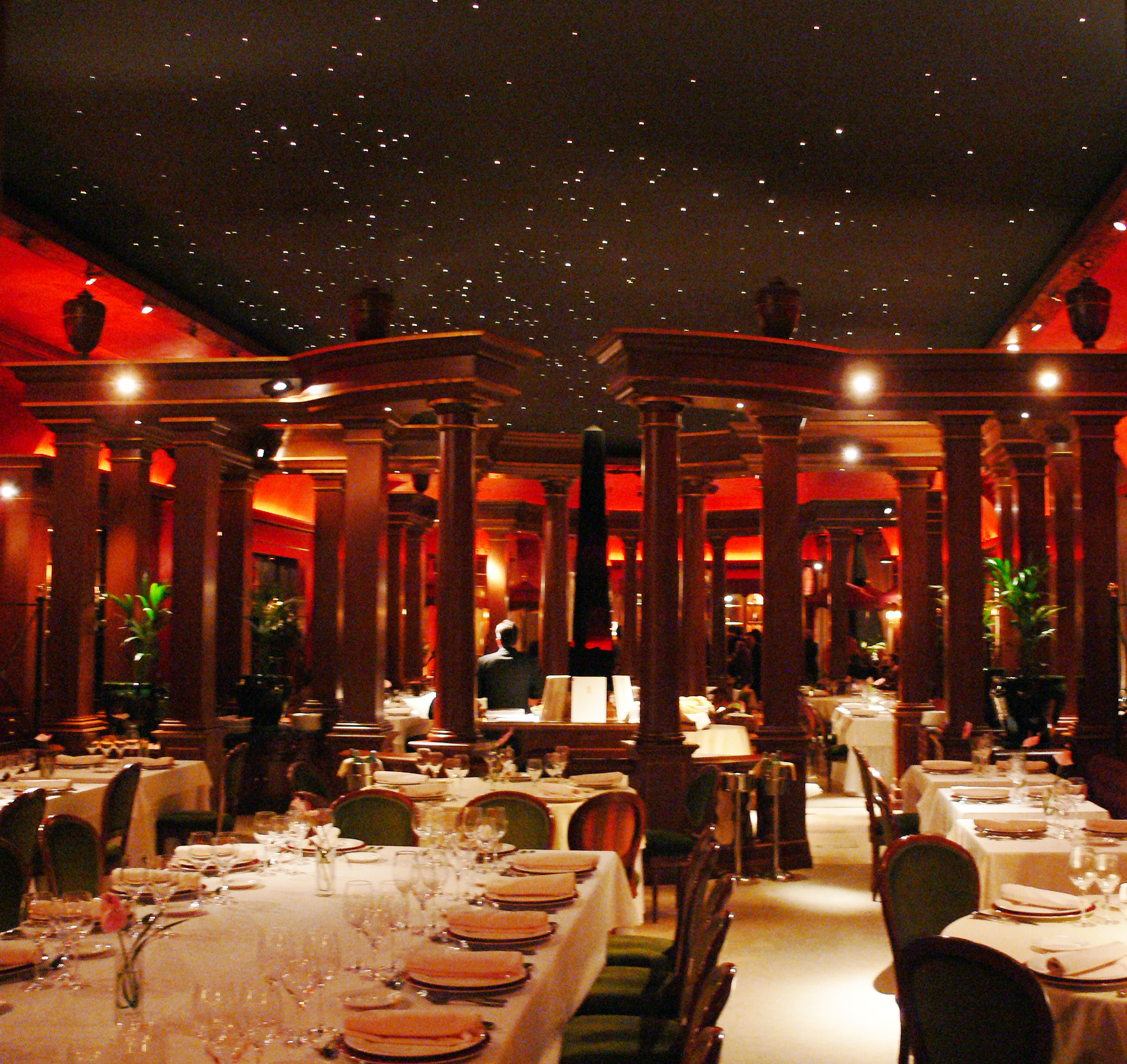
Il Ristorante

Per la riapertura del 1997 (serata di gala dell'11 ottobre presieduta dai sovrani spagnoli) sono state eseguite due opere di Manuel de Falla: il balletto El sombrero de tres picos (con scene e costumi originali di Pablo Picasso) e l'opera La vida breve (messa in scena da Francisco Nieva). A seguire si tenne la prima mondiale di Divinas Palabras del compositore spagnolo Antón García Abril, con il tenore madrileno Plácido Domingo. Nel 2007, la compagnia del Teatro Real ha anche messo in scena il primo revival moderno de Il burbero di buon cuore di Vicente Martín y Soler.

## La compagnia
L'orchestra del Teatro Real è l'Orquesta Sinfonica de Madrid. L'attuale direttore artistico è Joan Matabosch.
Il teatro offre visite guidate in diverse lingue, tutti i giorni. Il tour include l'auditorium, il palcoscenico, workshop e sale prove.

### Direttori artistici (dal 1995)
- Stéphane Lissner (1995-1997)
- Luis Antonio García Navarro (1997-2001, artistico e direttore musicale)
- Emilio Sagi (2001-2005)
- Antonio Moral (2005-2010)
- Gerard Mortier (2010 - 2014)
- Joan Matabosch (2014 - )

### Direttori musicali (dal 1997)
- Luis Antonio García Navarro (1997-2001, artistico e direttore musicale)
- Jesús López Cobos (2003-2010)
- Ivor Bolton (2014 - )

## Le opere più rappresentate al Teatro Real

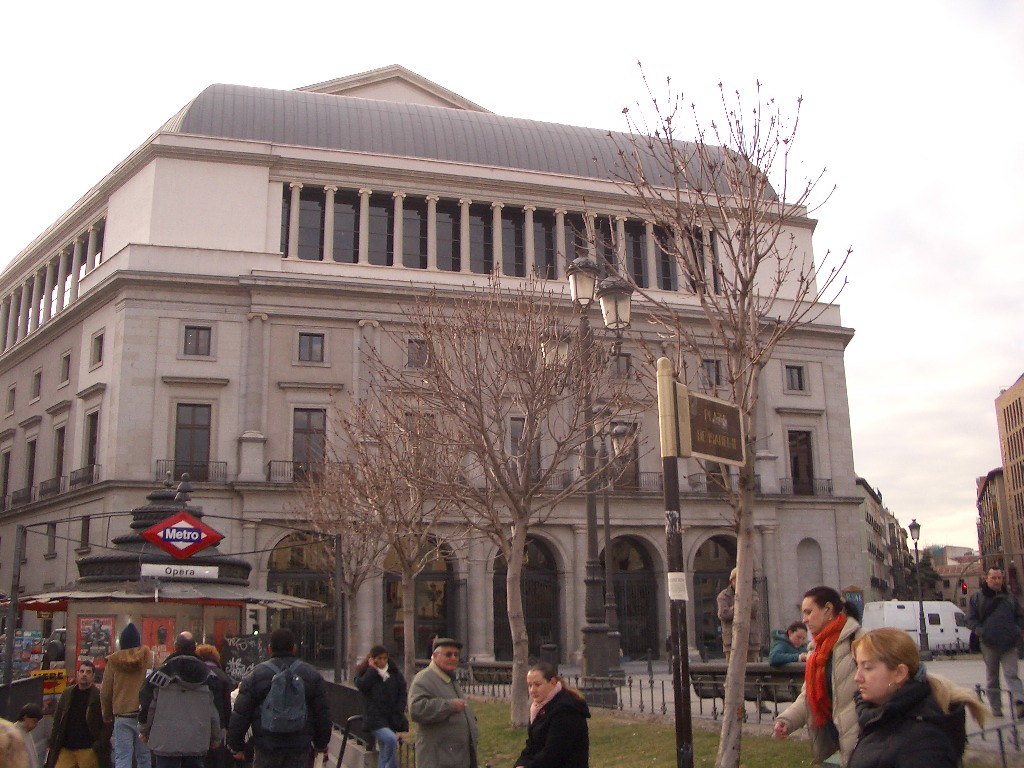
La facciata orientale (su plaza de Isabel II)

| Autore    | Opera                   | Prima | Ultima rappresentazione | Rappresentazioni |
| --------- | ----------------------- | ----- | ----------------------- | ---------------- |
| Verdi     | Rigoletto               | 1853  | 2015                    | 387              |
| Verdi     | Aida                    | 1874  | 1998                    | 361              |
| Verdi     | Il trovatore            | 1854  | 2007                    | 342              |
| Rossini   | Il barbiere di Siviglia | 1850  | 2013                    | 327              |
| Donizetti | La favorita             | 1850  | 2003                    | 288              |
| Meyerbeer | L'Africaine             | 1865  | 1923                    | 268              |
| Verdi     | La traviata             | 1855  | 2015                    | 245              |
| Meyerbeer | Les Huguenots           | 1858  | 2011                    | 243              |
| Donizetti | Lucia di Lammermoor     | 1851  | 2001                    | 242              |
| Gounod    | Faust                   | 1865  | 2003                    | 239              |
| Wagner    | Lohengrin               | 1881  | 2014                    | 219              |
| Donizetti | Lucrezia Borgia         | 1851  | 1919                    | 218              |